# Laguna Alcantarilla
A  Laguna Alcantarilla é um lago localizado na Guatemala. Localiza-se no departamento de San Marcos, Município de  San Marcos.